# Іштван Ковач (боксер)
І́штван Ко́вач (угор. Kovács István; нар. 17 серпня 1970, Будапешт, Угорщина) — угорський боксер, олімпійський чемпіон 1996 року, бронзовий призер Олімпійських ігор 1992, дворазовий чемпіон світу (1991 і 1997) та Європи (1991 і 1996). Чемпіон світу в напівлегкій вазі за версією WBO (2001 рік).

## Аматорська кар'єра
На Кубку світу 1990 переміг Чо Дон Бума (Південна Корея), Ведата Турука (Туреччина) і Рауля Гонсалеса (Куба), а у фіналі програв Ріко Кубату (Німеччина).
Чемпіонат Європи 1991 
- 1/8 фіналу. Переміг Юрі Пааккунайнена (Фінляндія) — 35-8
- 1/4 фіналу. Переміг Болата Темірова (СРСР) — 35-21
- 1/2 фіналу. Переміг Данієля Петрова (Болгарія) — 31-16
- Фінал. Переміг Маріо Лоха (Німеччина) — 30-17

Чемпіонат світу 1991 
- 1/16 фіналу. Переміг Секріс Сайтай (Таїланд) — AB 2
- 1/8 фіналу. Переміг Тіма Остіна (США) — 29-28
- 1/4 фіналу. Переміг Роберта Педена (Австралія) — 22-15
- 1/2 фіналу. Переміг Мустафу Хасана (Єгипет) — 22-4
- Фінал. Переміг Чхве Чхоль Су (КНДР) — 22-15

Олімпійські ігри 1992 
- 1/16 фіналу. Переміг Дармендра Ядава (Індія) — 21-5
- 1/8 фіналу. Переміг Яспера Янсена (Данія) — 14-0
- 1/4 фіналу. Переміг Ектора Авілу (Домініканська Республіка) — 17-3
- 1/2 фіналу. Програв Чхве Чхоль Су (Північна Корея) — 5-10

Чемпіонат Європи 1993 
- 1/8 фіналу. Переміг Драгана Асановича (Югославія) — RSC 3
- 1/4 фіналу. Переміг Дірка Крюгера (Німеччина) — 17-1
- 1/2 фіналу. Програв Раїмкулю Малахбекову (Росія) — 11-12

На Кубку світу 1994 переміг трьох суперників, програв у півфіналі Александру Христову (Болгарія) і завоював бронзову медаль.
На чемпіонаті світу 1995 програв в другому бою Дірку Крюгеру (Німеччина).
Чемпіонат Європи 1996 
- 1/16 фіналу. Переміг Віталіуса Філіповаса (Литва) — RSC 2
- 1/8 фіналу. Переміг Андрія Гончара (Україна) — 10-1
- 1/4 фіналу. Переміг Рашида Буайта (Франція) — 11-4
- 1/2 фіналу. Переміг Александра Христова (Болгарія) — 6-1
- Фінал. Переміг Раїмкуля Малахбекова (Росія) — 6-1

Олімпійські ігри 1996 
- 1/16 фіналу. Переміг Сонера Карагоза (Туреччина) — 15-3
- 1/8 фіналу. Переміг Хуршеда Гасанова (Таджикистан) — 17-3
- 1/4 фіналу. Переміг Георге Олтяну (Румунія) — 24-2
- 1/2 фіналу. Переміг Вічаірачанона Хадпо (Таїланд) — 12-7
- Фінал. Переміг Арнальдо Месу (Куба) — 14-7

Чемпіонат світу 1997 
- 1/16 фіналу. Переміг Кім Чен Хьон (Південна Корея) — 17-4
- 1/8 фіналу. Переміг Відаса Бичулайтіса (Литва) — RSCI 4
- 1/4 фіналу. Переміг Тулкунбая Тургунова (Узбекистан) — 17-1
- 1/2 фіналу. Переміг Саян Санчат (Росія) — 15-2
- Фінал. Переміг Фалька Густе (Німеччина) — 6-2

## Професійна кар'єра
Професійну кар'єру розпочав у кінці 1997 року. Його тренером став відомий німецький спеціаліст Фріц Здунек. У першому професійному бою переміг нокаутом француза Ахмеда Лаіна. Ковач мав дебютувати на американському рингу в 1999 році, однак у спарингу з Кларенсом Адамсом зламав ніс, і бій скасували. Після перемоги над Стівом Робінсоном став офіційним претендентом на титул чемпіона WBO у напівлегкій вазі.
Ковач, бувши офіційним претендентом на титул чемпіона WBO, мав зустрітися з британцем Насім Хамедом. Однак британець мав кращу пропозицію для продовження кар'єри й тому вирішив залишити пояс вакантним. Функціонери WBO постановили провести бій Ковача проти мексиканця Антоніо Діаса за вакантний титул. Бій відбувся 27 січня 2001 року, а перемогу нокаутом одержав угорський боксер. Він став першим професійним чемпіоном в історії Угорщини.
16 червня 2001 року захищав свій титул чемпіона WBO проти аргентинця Хуліо Пабло Чакона. Бій відбувався в Угорщині. Ковач впевнено провів перші чотири раунди, створивши собі комфортну перевагу на карточках суддів. Однак у п'ятому раунді Чакону вдалося потрясти суперника потужним правим хуком. Коліна угорця підігнулися, а рефері був змушений відраховувати нокдаун (перший у професійній кар'єрі Ковача). Угорець замість того, щоб провести кінець раунду в захисті та відновитися, кинувся з атаками на Чакона, для того щоб реабілітуватися перед своїми фанатами. За декілька секунд до кінця раунду він пропустив ще один потужний удар зліва, і лише гонг врятував його. На перших секундах аргентинець кинувся добивати суперника, і рефері зупинив бій. Ця поразка була першою та останньою у кар'єрі угорського боксера
Після цієї поразки Ковач провів ще два бої та здобув у них перемоги. Після невдалих спроб менеджерів організувати чемпіонський бій вирішив завершити кар'єру.